# Kitakatsuragi (district)
Kitakatsuragi (北葛城郡, Kitakatsuragi-gun) is een district van de Japanse prefectuur Nara.
Op 1 april 2009 had het district een geschatte bevolking van 98.750 inwoners en een bevolkingsdichtheid van 2620 inwoners per km². De totale oppervlakte bedraagt 37,74 km².

## Dorpen en gemeenten
- Kanmaki
- Kawai
- Kōryō
- Oji

## Geschiedenis
- Op 1 oktober 2004 smolten de gemeenten Shinjo en Taima van het district Kitakatsuragi samen tot de nieuwe stad Katsuragi.

Steden:
Gojō · Gose · Ikoma · Kashiba · Kashihara · Katsuragi · Nara (hoofdstad) · Sakurai · Tenri · Uda · Yamatokōriyama · Yamatotakada

Districten:
Ikoma · Kitakatsuragi · Shiki · Takaichi · Uda · Yamabe · Yoshino
Gemeenten per district